# M'Ress

M'Ress la bordul USS Enterprise, Star Trek: Seria animată

Locotenentul M'Ress (voce interpretată de Majel Barrett) a fost un personaj fictiv din serialul Star Trek: Seria animată. Serialul a fost transmis prima oară pe canalul american NBC în perioada 1973 - 1974.
M'Ress aparține unei specii extraterestre felinoide (Caitiani, asemănători cu rasa Kzinti). Rămâne singurul personaj Caitian care a apărut în universul fictiv Star Trek. Apare pentru scurt timp în sala de ședințe din scena de la încheierea filmului Star Trek IV: Călătoria acasă. 